# Biogen
Biogen — биофармацевтическая компания США. Штаб-квартира расположена в Кембридже, штат Массачусетс. В списке крупнейших публичных компаний мира Forbes Global 2000 за 2021 год Biogen заняла 449-е место (955-е по обороту, 155-е по чистой прибыли, 1243-е по активам и 448-е по рыночной капитализации.

## История
Компания была основана в 1978 году Уолтером Гилбертом при участии других крупных учёных — Филлипа Шарпа, Кеннета Мюррея и Чарльза Вайсманна. Первоначально штаб-квартира компании разместилась в Женеве, лаборатории находились в Швейцарии (Цюрих и Женева), Германии, Бельгии и США. Целью компании было применить достижения науки в исследовании молекулы ДНК для производства лекарств. Первыми продуктами компании стали вакцина от гепатита Б и альфа-интерферон, применяемый для лечения ряда заболеваний. Несмотря на этот успех, 1984 год компания закончила с убытком в 100 млн долларов и была на грани банкротства. Biogen пришлось лицензировать производство препаратов другим компаниям и продать 90 % патентов; главной проблемой инвесторы считали то, что Гилберт был учёным, а не бизнесменом. В 1985 году компанию возглавил Джеймс Винсент (James L. Vincent), имевший опыт руководства крупными компаниями в разных отраслях. Он перенёс основные операции в США и выкупил большинство патентов; преобразования дали результат лишь к 1989 году, когда компания впервые получила чистую прибыль. К 1991 году общие продажи лицензированных компанией продуктов достигла 600 млн долларов. В середине 1990-х годов компания приобрела собственные производственные мощности, в частности для производства средства для лечения рассеянного склероза Авонекс, допущенного на рынок в 1996 году.
В 2003 году Biogen объединилась с IDEC Pharmaceuticals и до 2015 года называлась Biogen Idec.

## Руководство
- Стелиос Пападопулос (Stelios Papadopoulos, Ph.D.) — председатель совета директоров; также председатель двух калифорнийских фармацевтических компаний, Exelixis[англ.] и Regulus Therapeutics[англ.]. Ранее работал в инвестиционных банках на Уолл-стрит, в частности с 2000 по 2006 год был вице-президентом Cowen Inc.[англ.][4]
- Микел Вунацос (Michel Vounatsos) — главный исполнительный директор с 2017 года, в компании с 2016 года, до этого работал в Мерк и Ко.

## Деятельность
Более 40 % выручки компании приходится на США, ещё 35 % — на Европу. Основные научно-исследовательские лаборатории и производственные мощности находятся в штатах Массачусетс и Северная Каролина, а также в Швейцарии (Золотурн). Основная часть медикаментов производится сторонними контрактными компаниями. Крупнейшие зарубежные дистрибьютерские центры находятся в Швейцарии, Великобритании, Германии, Франции и Японии.
Основные препараты компании применяются:
- для лечения рассеянного склероза
  - Tecfidera (диметилфумарат) и другие фумараты, $2,64 млрд,
  - Avonex (интерферон бета-1a) и другие интерфероны $1,57 млрд,
  - Tysabri (натализумаб) $2,06 млрд;
- для лечения спинальной мышечной атрофии — Spinraza (нусинерсен) $1,91 млрд;

|                     | 2010  | 2011  | 2012  | 2013  | 2014  | 2015  | 2016  | 2017  | 2018  | 2019  | 2020  | 2021  |
| ------------------- | ----- | ----- | ----- | ----- | ----- | ----- | ----- | ----- | ----- | ----- | ----- | ----- |
| Оборот              | 4,716 | 5,049 | 5,517 | 6,932 | 9,703 | 10,76 | 11,45 | 12,27 | 13,45 | 14,38 | 13,44 | 10,98 |
| Чистая прибыль      | 0,899 | 1,267 | 1,380 | 1,862 | 2,942 | 3,593 | 3,696 | 2,539 | 4,431 | 5,889 | 4,001 | 1,556 |
| Активы              | 8,093 | 9,050 | 10,13 | 11,86 | 14,31 | 19,50 | 22,88 | 23,65 | 25,29 | 27,23 | 24,62 | 23,88 |
| Собственный капитал | 5,397 | 6,426 | 6,962 | 8,620 | 10,81 | 9,373 | 12,14 | 12,61 | 13,04 | 13,34 | 10,70 | 10,87 |